# Габріел Марін
Габріел Марін (23 серпня 1972) — румунський академічний веслувальник.
Срібний призер Олімпійських Ігор 1992 року в складі вісімки, учасник 1996 року.
Чемпіон світу 1996 року в складі розпашної четвірки зі стерновим, срібний призер 1997 року в складі вісімки, бронзовий призер 1997 року в складі розпашної четвірки без стернового.